# ليو ميدييروس
ليو ميدييروس (بالبرتغالية: Léo Medeiros) هو لاعب كرة قدم برازيلي في مركز الوسط، ولد في 14 مايو 1981 في Recreio ‏ في البرازيل. لعب مع أتلتيكو باراناينسي وغريميو بورتو أليغرينزي ونادي باهيا ونادي برازيل دي بيلوتاس ونادي ريو فيردي ونادي سيارا ونادي غاما ونادي فلامنغو ونادي كروزيرو.